# ISO 3166-2:VG

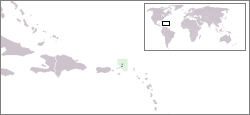
Ubicación de las Islas Vírgenes Británicas

ISO 3166-2:VG es la entrada para las Islas Vírgenes Británicas en ISO 3166-2, parte de los códigos de normalización ISO 3166 publicados por la Organización Internacional de Normalización (ISO), que define los códigos para los nombres de las principales subdivisiones (p.ej., provincias o estados) de todos los países codificados en ISO 3166-1.
En la actualidad, en la entrada para las Islas Vírgenes Británicas no hay códigos definidos en la ISO 3166-2.